# Rajnandgaon (distrikt)
Rāj Nāndgaon är ett distrikt i Indien.   Det ligger i delstaten Chhattisgarh, i den centrala delen av landet, 900 km söder om huvudstaden New Delhi. Antalet invånare är 1 537 133.
Följande samhällen finns i Rāj Nāndgaon:
- Rāj Nāndgaon
- Dongargarh
- Bhānpuri
- Khairāgarh
- Dongargaon
- Gandai
- Ambāgarh Chauki
- Chhuīkhadān